# Michael Burry
Michael James Burry (San José, California, 19 de junio de 1971), es un médico, exneurólogo y gestor de fondos de cobertura (hedge funds) estadounidense. Fue el fundador del Fondo Scion Capital LLC, que operó desde el año 2000 hasta el 2008 y luego cerró para centrarse en sus propias inversiones personales. Burry fue uno de los primeros inversores en reconocer la crisis de hipotecas subprime e invertir mediante seguros de impago (CDS).
Estudió medicina y economía en la Universidad de California en Los Ángeles, UCLA, obteniendo su título de Doctor en la Escuela universitaria de Medicina de Vanderbilt y completó su residencia en Stanford. Durante las noches fuera de las guardias dedicaba su tiempo a su hobby, las finanzas.
Burry se diagnosticó con trastorno del espectro autista cuando, leyendo un libro sobre ese tema, se dio cuenta de por qué le costaba mucho socializar y por qué era tan diferente a los demás.[cita requerida]
Burry ha llegado a considerar que a pesar de la carga que el trastorno del espectro autista le generó en su día a día, también ha supuesto ventajas importantes a su vida como inversor. Le ha dotado de una personalidad obsesiva hacia temas concretos y de una capacidad para mantenerse racional y frío ante las inversiones que realizaba.
Burry tuvo posiciones cortas en Tesla antes o alrededor de principios de diciembre de 2020, (según un tuit ahora borrado) y probablemente aumentó sus posiciones cortas después de que la capitalización de mercado de Tesla superara la de Facebook. Burry predijo que las acciones de Tesla se derrumbarían como la burbuja inmobiliaria, diciendo que "mi último Big Short se hizo más grande y más grande y más grande" y se burló de los toros de Tesla diciendo "disfrutar mientras dure". En mayo de 2021, se informó que tenía puts en más de 800.000 acciones de Tesla. En octubre de 2021, tras una subida del 100% en el valor de las acciones de Tesla, reveló que ya no estaba en corto. Durante el segundo trimestre de 2021, ha informado de que tenía puts sobre casi 31 millones de dólares en el índice de innovación ARKK ETF gestionado por Ark Invest.

## Carrera como inversor
Después de la escuela de medicina, Burry trabajó como residente de neurología en el Hospital de Stanford y luego como residente de patología en Stanford. Luego se fue para comenzar su propio fondo de cobertura. Ya había desarrollado una reputación como inversor al demostrar el éxito en la inversión de valor, sobre lo que escribió en el foro web Silicon Investor a partir de 1996. Tuvo tanto éxito con sus selecciones de acciones que atrajo el interés de compañías como Vanguard, White Mountains Insurance Group e inversionistas destacados como Joel Greenblatt.
Después de cerrar su sitio web en noviembre de 2000, Burry comenzó el fondo de cobertura Scion Capital (ahora extinto), financiado por una pequeña herencia y préstamos de su familia. El nombre de la compañía tiene su origen en el libro The Scions of Shannara de Terry Brooks, obra favorita de Burry que se publicó en marzo de 1990, cuando tenía 17 años. Burry rápidamente obtuvo ganancias extraordinarias para sus inversores. Según el autor Michael Lewis, "en su primer año completo, 2001, el S&P 500 cayó un 11.88%. Scion subió un 55%. Burry pudo lograr estos retornos al tomar posiciones en corto de las acciones tecnológicas sobrevaluadas en el pico de la burbuja de Internet". Al año siguiente, el S&P 500 volvió a caer, un 22,15%, y sin embargo, Scion volvió a subir: un 165 %. Al año siguiente, 2003, el mercado de valores finalmente dio un vuelco y subió un 28,69 por ciento, pero Mike Burry volvió a ganarlo: sus inversiones aumentaron en un 50 por ciento. A fines de 2004, Mike Burry administraba $600 millones y rechazaba dinero ".
En 2005, Burry comenzó a centrarse en el mercado de alto riesgo. A través de su análisis de las prácticas de préstamos hipotecarios en 2003 y 2004, pronosticó correctamente que la burbuja inmobiliaria colapsaría ya en 2007. La investigación de Burry sobre los valores de los inmuebles residenciales lo convenció de que las hipotecas de alto riesgo, especialmente aquellas con tasas "teaser", y los bonos basados en estas hipotecas comenzarían a perder valor cuando las tasas originales fueran reemplazadas por tasas mucho más altas, a menudo en tan solo dos años después del inicio. Esta conclusión llevó a Burry a adquirir posiciones en corto en el mercado al persuadir a Goldman Sachs y otras firmas de inversión para que le vendieran swaps de incumplimiento crediticio contra negocios de alto riesgo que él consideraba vulnerables. Este análisis resultó correcto y Burry se benefició en consecuencia. Desde entonces, Burry ha dicho: "No salgo a buscar buenas ventas en corto. Me paso el tiempo buscando buenas compras en largo. Acorté las hipotecas porque tenía que hacerlo. Cada lógica me había llevado a este comercio y tuve que hacerlo".
Burry tiene una comprensión estrictamente tradicional del valor. Ha dicho más de una vez que su estilo de inversión se basa en el análisis de seguridad de Benjamin Graham y David Dodd de 1934: "Toda mi selección de acciones se basa 100% en el concepto de un margen de seguridad".
Burry sufrió una revuelta de inversores, donde algunos inversores de su fondo temían que sus predicciones fueran inexactas y exigieron que se les permitiera retirar su capital. Finalmente, el análisis de Burry resultó correcto: obtuvo una ganancia personal de 100 millones de dólares y una ganancia para sus inversores restantes de más de 700 millones de dólares. En última instancia, Scion Capital registró un rendimiento del 489,34% (neto de honorarios y gastos) entre su inicio del 1 de noviembre de 2000 y junio de 2008. El S&P 500, ampliamente considerado como el punto de referencia para el mercado de los EE.UU., rindió un poco menos de 3%, incluyendo dividendos durante el mismo periodo.
Según su sitio web, Burry liquidó sus posiciones cortas de swap de incumplimiento crediticio en abril de 2008 y no se benefició de los rescates financieros de 2008 y 2009. Posteriormente liquidó su empresa para centrarse en su cartera de inversiones personales.
En un artículo de opinión del 3 de abril de 2010 para The New York Times, Burry argumentó que cualquiera que haya estudiado cuidadosamente los mercados financieros en 2003, 2004 y 2005 podría haber reconocido el creciente riesgo en los mercados de alto riesgo. Culpó a los reguladores federales por no escuchar las advertencias desde fuera de un círculo cerrado de asesores.
En 2013, Burry reabrió su fondo de cobertura, esta vez llamado Scion Asset Management, presentando informes como un ERA (asesor de informes exento) que está activo en el estado de California y aprobado por la SEC.
Burry ha centrado gran parte de su atención en invertir en agua, oro y tierras de cultivo. Se ha citado a Burry diciendo: "El agua fresca y limpia no se puede dar por sentada. Y no lo es: el agua es política y litigiosa". Después del final de la película, The Big Short, se lee una declaración sobre el interés actual de Burry. , "La pequeña inversión que sigue haciendo se centra en un solo producto: el agua".
Se ofrecieron vislumbres en la cartera de Scion con 13F archivados desde el cuarto trimestre de 2015 hasta el tercer trimestre de 2016, según lo requerido por la SEC cuando las tenencias de fondos superan los $ 100 millones. Después de más de dos años, el 14 de febrero de 2019, Scion Asset Management presentó otro 13F, lo que demuestra que Michael Burry tiene numerosas acciones de gran capitalización y $ 103,528,000 13F activos bajo administración, justo por encima del umbral para la presentación. En agosto de 2019, Bloomberg News citó un correo electrónico de Burry que aseguraba que las grandes empresas estadounidenses estaban sobrevaloradas.

## En la cultura popular

### Películas
- 2015: La gran apuesta (The Big Short), un drama biográfico. Burry es interpretado por Christian Bale.

### Literatura
- 2009: Gregory Zuckerman, The Greatest Trade Ever: The Behind-the-Scenes Story of How John Paulson Defied Wall Street and Made Financial History